# Гандијева улица
| ГАНДИЈЕВА · улица | ГАНДИЈЕВА · улица                                                       |
| ----------------- | ----------------------------------------------------------------------- |
|                   |                                                                         |
| Општина           | Нови Београд                                                            |
| Почетак           | Ул. партизанске авијације Ул. бежанијских илегалаца Улица Љубинке Бобић |
| Крај              | Савски кеј                                                              |
| Дужина            | 2040 m                                                                  |
|                   |                                                                         |
|                   |                                                                         |

Улица Гандијева се налази на Новом Београду. Простире се од раскрсница са улицама Партизанске авијације и Љубинке Бобић, на Бежанијској коси, између блокова 63 и 64, до окретнице аутобуса 68 између блока 44 и блока 70. 
Дужина улице износи 2.040 метара.
Улицом саобраћају четири линије ГСП-а: 68, 82, 89 и 95.
Улица носи назив по индијском премијеру Махатми Гандију. Овде се налази Спомен биста Махатме Гандија.
У Гандијевој улици се налазе тржни центри Пирамида и Имо-центар и основна школа Младост.